# トーブ

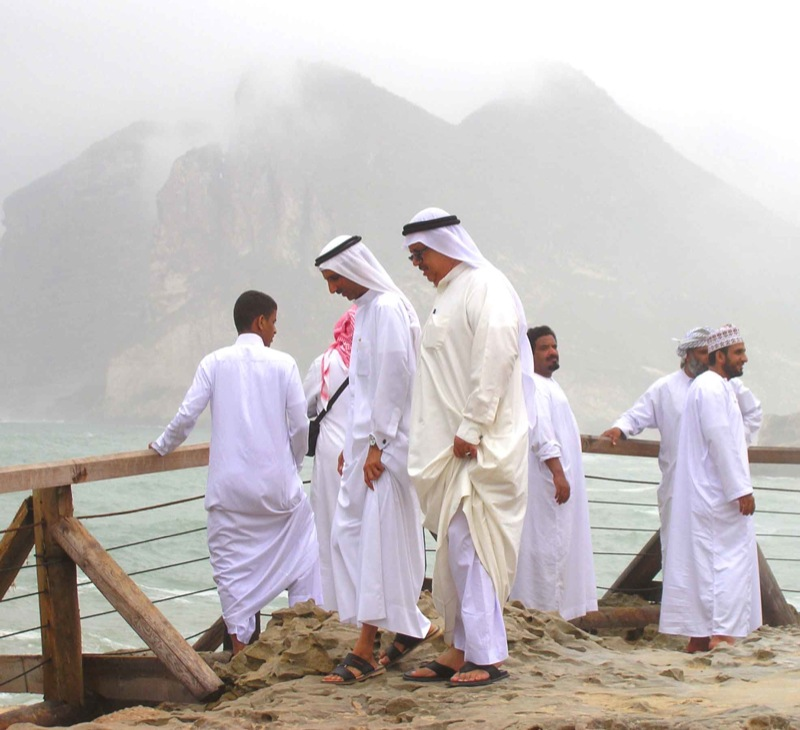
オマーンの海辺を散策するアラブ諸国の男性観光客ら

トーブ（アラビア語: ثوب、発音は文語アラビア語でthawb（thaubと同等の発音, サウブ）・口語でthoub（ソウブ）もしくはthōb（ソーブ））は、湾岸アラブ諸国で着用される民族衣装の総称。地域によっては「カンドーラ（كندورة）」や「ディシュダーシャ（دشداشة）」と呼ばれる。

## 概要
世界的に見ても民族衣装は地産地消が一般的であるが、トーブについては日本を筆頭に韓国、インドネシア、中国、パキスタンといった諸外国からの輸入生地で賄われている。中東諸国で消費されるトーブ用高級生地のトップシェアを持つ東洋紡では、繊維業は生産に水が不可欠であるため、水不足が深刻な中東諸国では物理的に難しいとコメントしている。イスラーム教徒女性（ムスリマ）が着用するアバヤも同様に輸入に頼っている。
伝統的にはコットン製であったが、近年ではレーヨン、ポリエステル、それら混合などが人気となっている。
中東諸国で消費されているトーブ用生地は、日本製が約40%から45%を占める。中でも高級品に使われる生地のほぼ100%が日本製となっている。トーブ高級品のシェアの70%を占めているのは東洋紡。シェアは以下、シキボウ、一村産業（東レ子会社）が続く。汎用品として韓国産トーブやインドネシア産生地も日本製の半値ほどで販売されているが、現地では洗濯を繰り返しても白さがくすまない日本製の人気が高い。シキボウの「Shikibo」をはじめ、「○○ボー」ブランドは高級生地の代名詞であり、ステータスとなっている。それに伴い、「TOYOBO」ではなく「TOBOYO」、「Shikibo」ならぬ「Shekibo」といったコピー商品のようなものも出回っているが、品質は悪い。
2017年時点の日本からのトーブ用生地の輸出量は2015年をピークとしており、原油価格の安値安定など中東諸国の景気低迷に伴い、2017年度は前年度比で減少傾向にある。